# Shute Harbour Airport
Shute Harbour Airport är en flygplats i Australien. Den ligger i kommunen Whitsunday och delstaten Queensland, omkring 910 kilometer nordväst om delstatshuvudstaden Brisbane.
Trakten är glest befolkad. Närmaste större samhälle är Airlie Beach, nära Shute Harbour Airport. 
Savannklimat råder i trakten. Genomsnittlig årsnederbörd är 1 584 millimeter. Den regnigaste månaden är februari, med i genomsnitt 422 mm nederbörd, och den torraste är oktober, med 17 mm nederbörd.